# Cycloped
Cycloped (gelegentlich auch Cyclopede) war eine der Lokomotiven, die für die Teilnahme am Rennen von Rainhill 1829 angemeldet waren.
Von den übrigen gemeldeten Maschinen unterschied sich die Cycloped, eine Konstruktion des Mathematikers und Erfinders Thomas Shaw Brandreth, grundlegend: Das Fahrzeug wurde nicht durch Dampf angetrieben, sondern durch ein festgezurrtes Pferd auf einem Endloslaufband. Dadurch entsprach sie nicht den gestellten Bedingungen, die ausdrücklich nur Dampflokomotiven zum Wettbewerb zuließen.
Dennoch ließ man die Cycloped außer Konkurrenz an den Erprobungsfahrten teilnehmen, um Vergleichswerte zu erhalten, die über die Vorzüge der Dampfkraft gegenüber tierischem Antrieb Aufschluss geben konnten. Die Ergebnisse zeigten deutlich, dass eine durch ein Arbeitspferd angetriebene Lokomotive jeder mit Dampf angetriebenen an Leistung klar unterlegen war: Die Cyclopede erreichte nur Höchstgeschwindigkeiten zwischen 5 und 6 Meilen (8 bis 9,6 Kilometer) pro Stunde, während die Siegermaschine Rocket bis zu 28 Meilen (45 km/h) schnell war. Damit waren bereits die Minimalforderungen des Wettbewerbs so deutlich unterschritten, dass keine weiteren Testläufe mit der Cycloped mehr stattfanden.